# 남원 구천사
남원 구천사(南原 龜川祠)은 대한민국 전북특별자치도 남원시 주생면에 있는, 박춘성·박흥남·박연수 등 3명의 밀양 박씨 충신을 모신 사당으로 삼충사(三忠祠)라고도 한다. 1984년 4월 1일 전북특별자치도의 문화재자료 제58호로 지정되었다.

## 개요
박춘성·박흥남·박연수 등 3명의 밀양 박씨 충신을 모신 사당으로 삼충사(三忠祠)라고도 한다.
양촌 박춘성은 조선 중기의 문신으로 선조 25년(1592)에 임진왜란이 일어나자 왕의 수호를 맡았으며, 군사적인 작전을 여러 차례 왕에게 건의하기도 하였다. 그 공으로 1604년에 호성원종공신 3등에 올랐으며 아울러 밀산군(密山君)에 봉해졌다.
구암 박흥남은 조선 중기 의병으로 일찍이 무과에 급제하였다. 1592년 임진왜란이 일어나자 동생과 함께 금산의 이치·웅치 등의 싸움에서 많은 공을 세웠다. 진주 전투에서 분투하였으나 성이 함락되고 김천일·최경회 등과 함께 전사하였다.
철종 7년(1856)에 세운 이 사당은 앞면 3칸·옆면 1칸 규모의 건축물로 꾸밈이 소박하다.

## 참고 자료
- 구천사 - 국가유산청 국가유산포털